# A holnap már nem lesz szomorú
"A holnap már nem lesz szomorú" ("A tristeza vai acabar amanhã") foi a canção que representou a Hungria  no Festival Eurovisão da Canção 1998 que teve lugar, em Birmingham, na Inglaterra, Reino Unido.
A referida canção foi interpretada em húngaro por por Charlie. Foi a décima-primeira canção a ser interpretada na noite do festival, a seguir à canção de Malta "The One That I Love, cantada por Chiara e antes da canção da Eslovénia "Naj bogovi slišijo, interpretada por Vili Resnik. A canção terminou em 23.º lugar (entre 25 participantes), tendo recebido apenas 4 pontos (2 votos da Noruega e 1 voto da Roménia e da França). A Hungria só regressaria ao Festival Eurovisão da Canção, em 2005, com a canção "Forogj, világ!", interpretada pela banda NOX.

## Autores
- Letrista: Attila Horváth
- Compositor: : István Lerch
- Orquestrador: Miklós Malek

## Letra
A canção é uma balada, com Charlie cantando para uma amante doente que vai recuperar-se e dizendo a ela sobre as coisas que farão juntos, quando ela puder.

## Versões
Charlie lançou uma versão em inglês intitulada "Sadness will be over tomorrow".